# ویلیام براون (دروازه‌بان)
ویلیام براون (انگلیسی: William Brown؛ زادهٔ) بازیکن فوتبال اهل بریتانیا است.
از باشگاه‌هایی که در آن بازی کرده‌است می‌توان به باشگاه فوتبال ناتینگهام فارست اشاره کرد.